# Archaeogastropoda

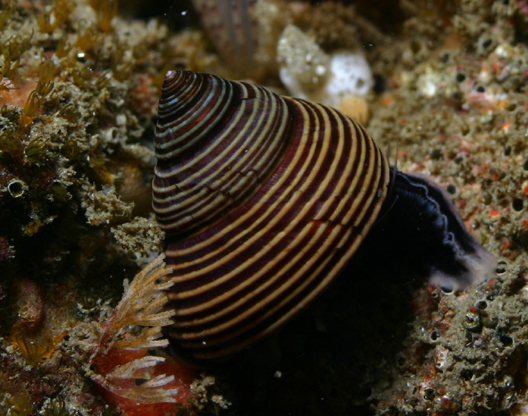
Calliostoma ligatum.

Los arqueogasterópodos (Archaeogastropoda) son un orden de moluscos gasterópodos que incluye los caracoles más primitivos de la subclase Prosobranchia; en este orden se encuentran formas muy comunes en los litorales rocosos, especialmente en la zona de rompientes como son las neritas, neritinas, regulas, quiguas, abulones, lapas de mar, fisurelas, astreas y turbinidos. El orden Archaeogastropoda es uno de los órdenes tradicionales de los Prosobranchia junto Mesogastropoda y Neogastropoda.

## Morfología general
Caracterizado por presentar un sistema nervioso relativamente poco concentrado, cuyos centros pedios poseen forma de largos cordones ganglionares: Los ganglios cerebrales separados el uno del otro y relacionados por una larga comisura. Generalmente presentan un corazón con dos aurículas, poseen dos riñones (nefridios). El osfradio esta poco desarrollado. La rádula es de tipo ripidogloso y se caracteriza por presentar múltiples dientes centrales. Las ctenidios son bipectinadas y libres en su extremo distal, la derecha puede estar reducida o ausente. En el sistema genital no se observa órgano accesorio y desemboca en el riñón derecho. Los Archaeogastropoda son los más primitivos de los gasterópodos actuales. Sus representantes posen conchas de forma turbinadas, cónicas, globosas y algunos pocos de forma pateliforme, de tamaño generalmente pequeño a medianas. Predominan las especies de hábito marino, generalmente herbívoros.

## Taxonomía y sistemática
El orden Archaeogastropoda está constituido por seis superfamilias y veintisiete familias, la gran mayoría con representantes marinos, muy pocas especies han invadido el medio de agua dulce (familia Neritidae) y una sola familia (Helicinidae) ha colonizado el medio terrestre.

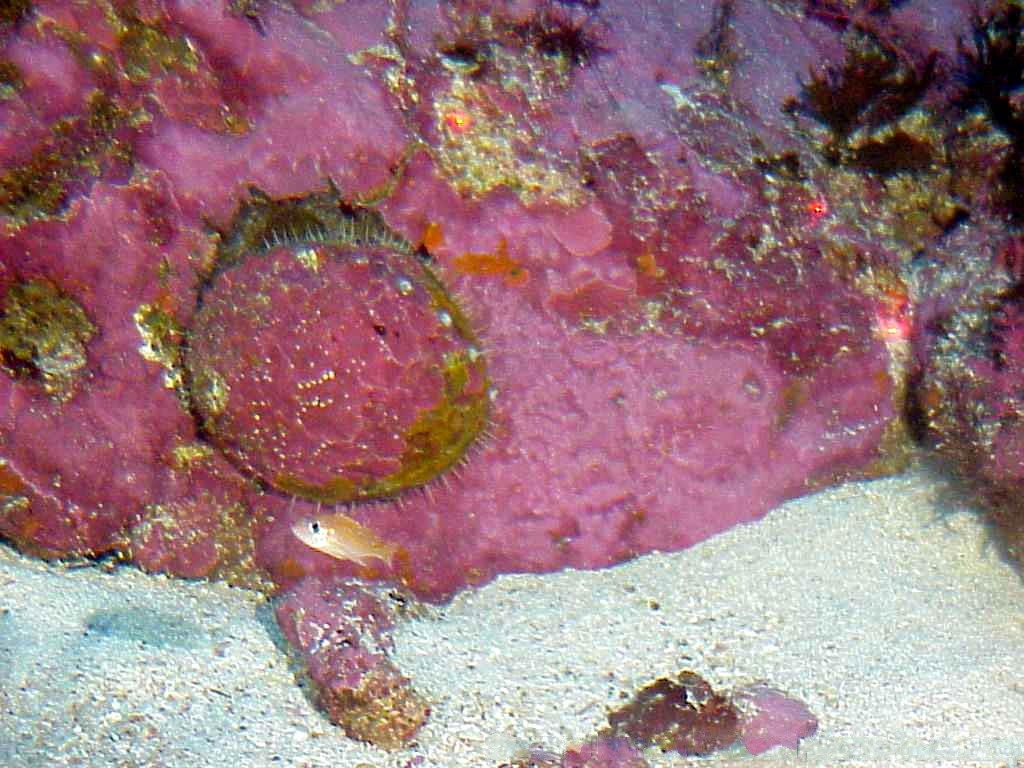
Haliotis sorenseni.

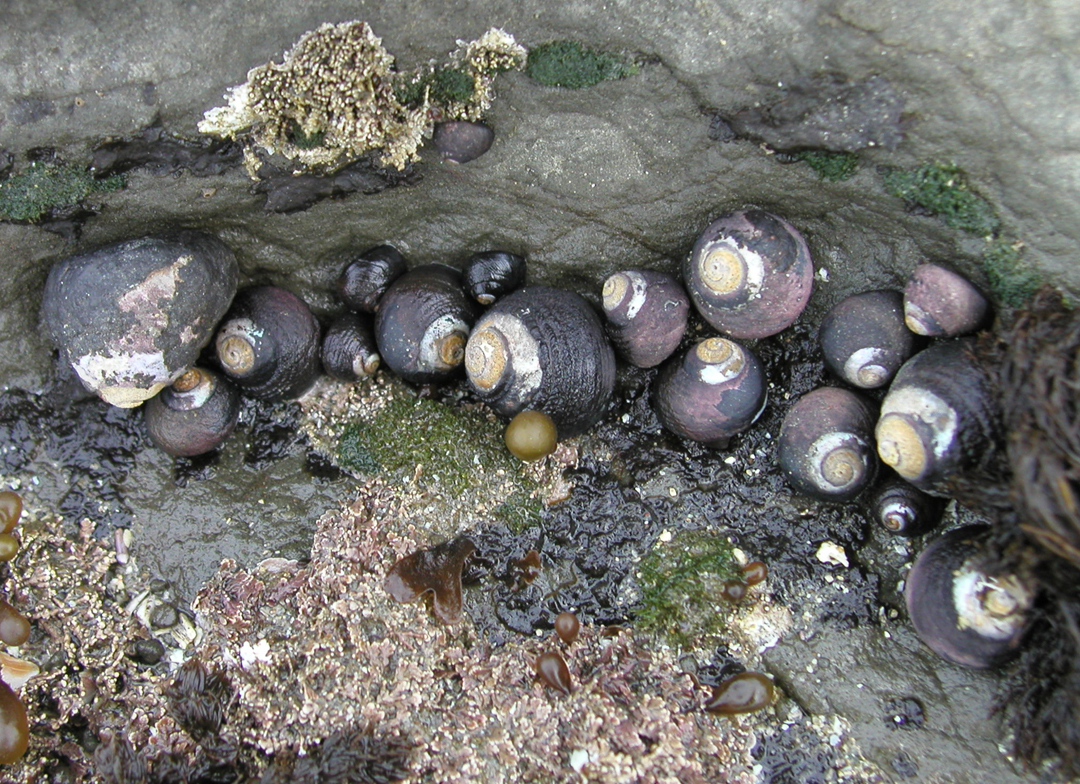
Tegula funebralis.

Característica de las Superfamilias:
Superfamilia Pleurotomariacea: Conchas generalmente coniespirales, internamente nacaradas con muesca, hendidura o fila de agujeros. Opérculo presente o no, cuando está presente es córneo multiespiral. En tres de las cuatro familias existen músculos retractores pares, así como ctenidios y otros órganos Dos aurículas. Rádula rhipidoglossa o histricoglossa en Pleurotomaria. Ejemplos de representantes genéricos de la superfamilia: Pleurotomaria, Perotrochus, Scissurella y Haliotis.
Superfamilia Fissurellacea: Concha cónica porcelanácea, con protoconcha espiralada. Presentando abertura apical o trema para la salida del sifón exhalante. Impresión muscular en herradura abierta anteriormente. Dos ctenidias. Son representantes genéricos de la superfamilia: Emarginula, Diodora y Fissurella.
Superfamilia Patellacea: Concha cónica simétrica, no presentando perforaciones, presentando cicatriz muscular en herradura abierta del lado anterior. Lámina externa de la concha calcítica, lámina interna aragonítica, a veces iridiscente pero no nacarada. Corazón con una sola aurícula. Un solo ctenidio bipectinado, o con el margen del manto rodeado de pequeñas branquias, o sin nada. Rádula docoglossa. Constituyen representantes de la superfamilia los géneros Acmaea, Lotia, Patella, Cellana y Lepeta.
Superfamilia Cocculinacea: Concha cónica simétrica y resto de la morfología y anatomía como en los Patelloidea, pero con el ápice vuelto hacia atrás. Son representante de la superfamilia los géneros: Cocculina y Bathysciadium.
Superfamilia Trochacea: Conchas fuertemente enroscadas formando una silueta cónica a subglobosa con la apertura entera (turbinaza). Lámina interna nacarada. Opérculo córneo o calcáreo y espiral. Un solo ctenidio de posición izquierda, corazón con dos aurículas, dos nefridios. Rádula rhipidoglossa. La superfamilia está representada por los géneros. Calliostoma, Trochus, Tegula, Monodonta, Gibbula, Turbo y Astraea.
Superfamilia Neritacea: Concha enroscada y ovoide o globular de pocas vueltas. Lámina externa calcítica, lámina interna fina y aragonítica pero no nacarada. En la mayoría de los géneros post-paleozóicos la abertura presenta un proceso denticulado en el labio columelar. Opérculo comúnmente calcáreo. Corazón con dos aurículas, un ctenidio bipectinado del lado izquierdo, excepto en las especies terrestres. Otros órganos impares ejemplo un nefridio. Órganos genitales complejos, con fecundación interna. Músculos retractores pares. Rádula rhipidoglossa. Son representantes genéricos de la superfamilia: Nerita, Neritina, Theodoxus, Smaragadia, Puperita y Helicina.

### Clasificación de la subclase Prosobranchia

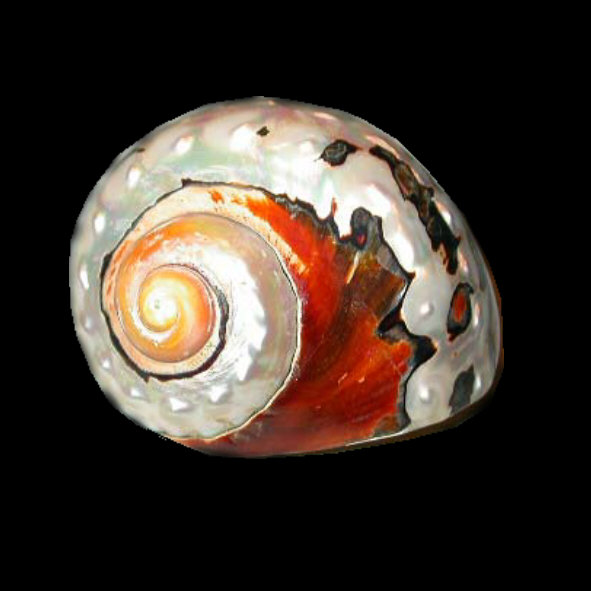
Turbo sarmaticus.

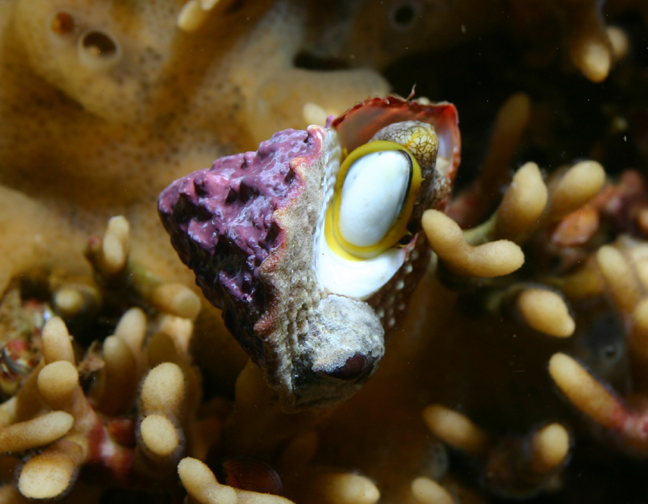
Lithopoma gibberosa.

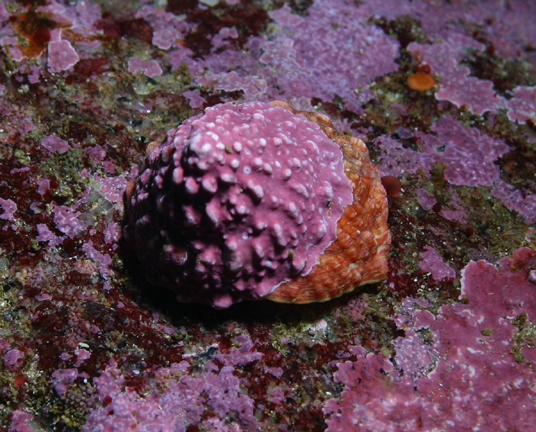
Lithopoma gibberosa.

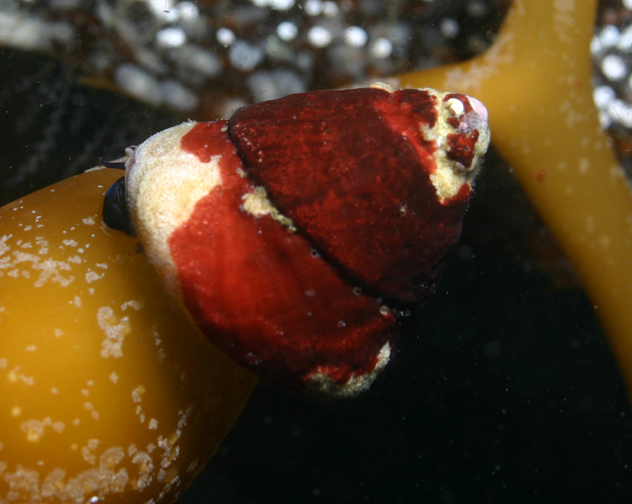
Tegula brunnea.

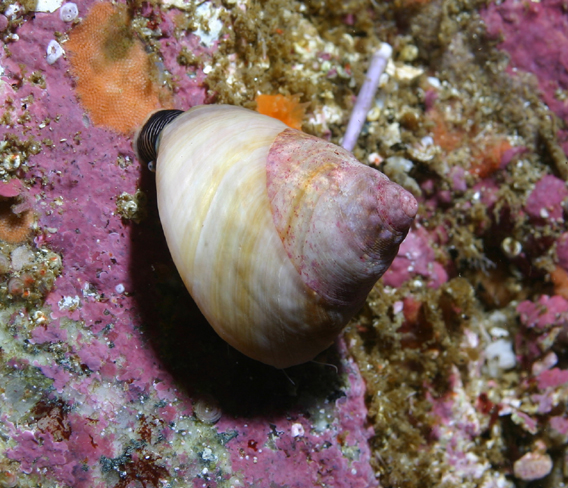
Tegula pulligo.

- Clase: Gastropoda
- Subclase: Prosobranchia
- Orden: Archaeogastropoda

- Superfamilia: Pleurotomariacea
  - Familia: Scissurellidae
  - Familia: Pleutomariiadae
  - Familia: Haliotidae
  - Familia: Neomphalidae
- Superfamilia: Fissurellacea
  - Familia: Fissurellidae
- Superfamilia: Patellacea
  - Familia: Acmaeidae
  - Familia: Patellidae
  - Familia: Lepetidae
  - Familia: Bathycaididae
  - Familia: Bathypeltidae

- Superfamilia: Cocculinacea
  - Familia: Cocculinidae
  - Familia: Lepetellidae
- Superfamilia: Trocahacea
  - Familia: Trochidae
  - Familia: Sequenziidae
  - Familia: Stomatellidae

- - Familia: Angariidae
  - Familia: Skeneidae
  - Familia Cyclostrematidae
  - Familia: Phasianellidae

- - Familia: Turbinidae
- Superfamilia: Neritacea
  - Familia: Neritopsidae
  - Familia: Neritidae
  - Familia: Phenacolepadidea
  - Familia: Titiscaniidae
  - Familia: Hidrocaenidae

- - Familia: Helicinidae

## Registro fósil
El Orden Archaeogastropoda posee un registro fósil que data desde el Cámbrico Inferior hasta el Reciente. Reconociendoce las siguientes Subfamilias: 
- Bellerophontacea (Cámbrico Inferior al Triásico);
- Macluritinacea (Cámbrico superior - Triásico);
- Patellacea (Terciario - Reciente);
- Pleurotomaraciacea (Cámbrico Superior a Reciente);
- Trochinacea (Ordovícico inferior - Reciente);
- Neritacea (Devónico medio - Reciente);
- Murchisoniacea (ordovícico inferior - Triásico).

## Referencias

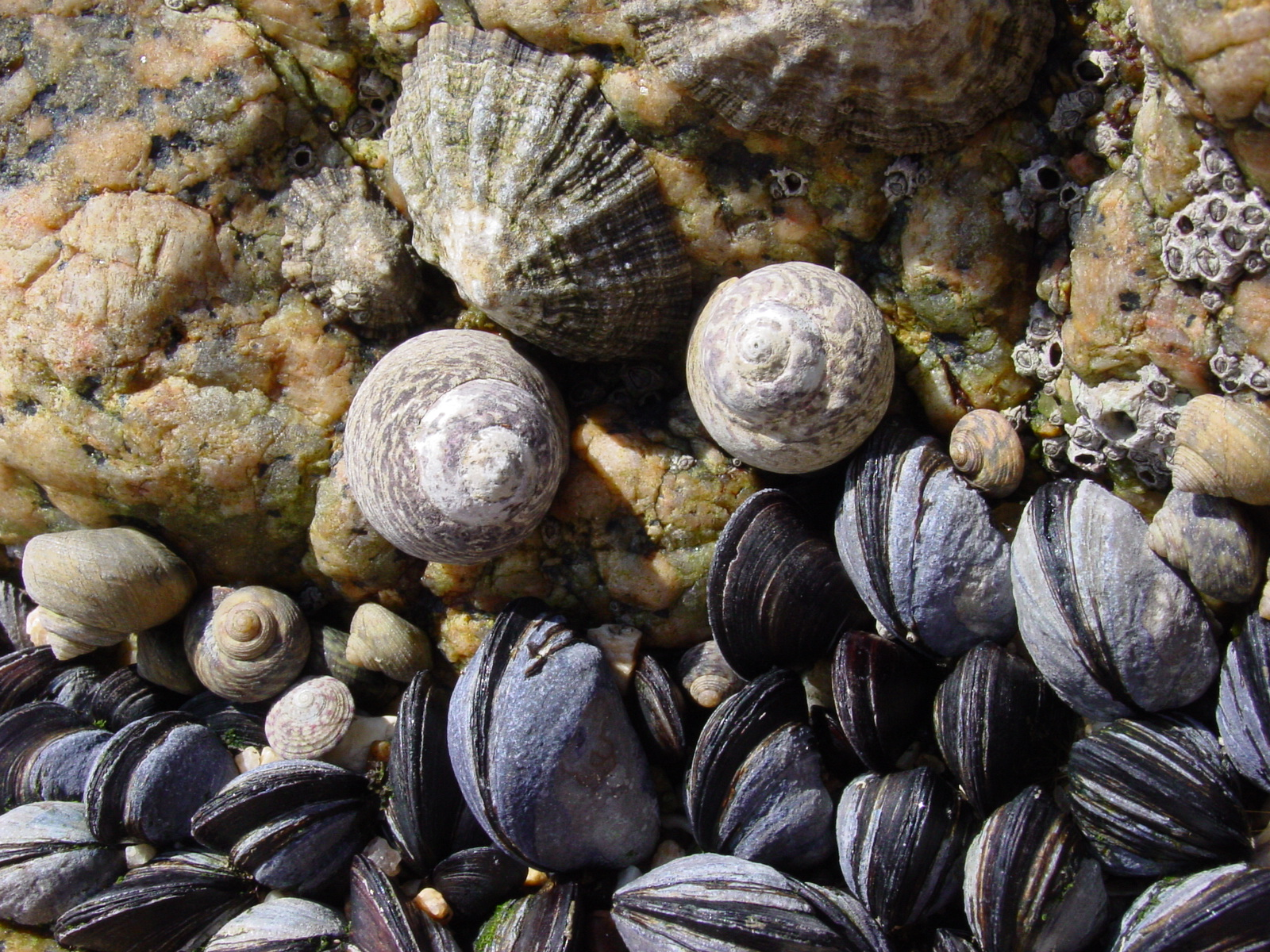
Patella lusitanica y Monodonta lineata.

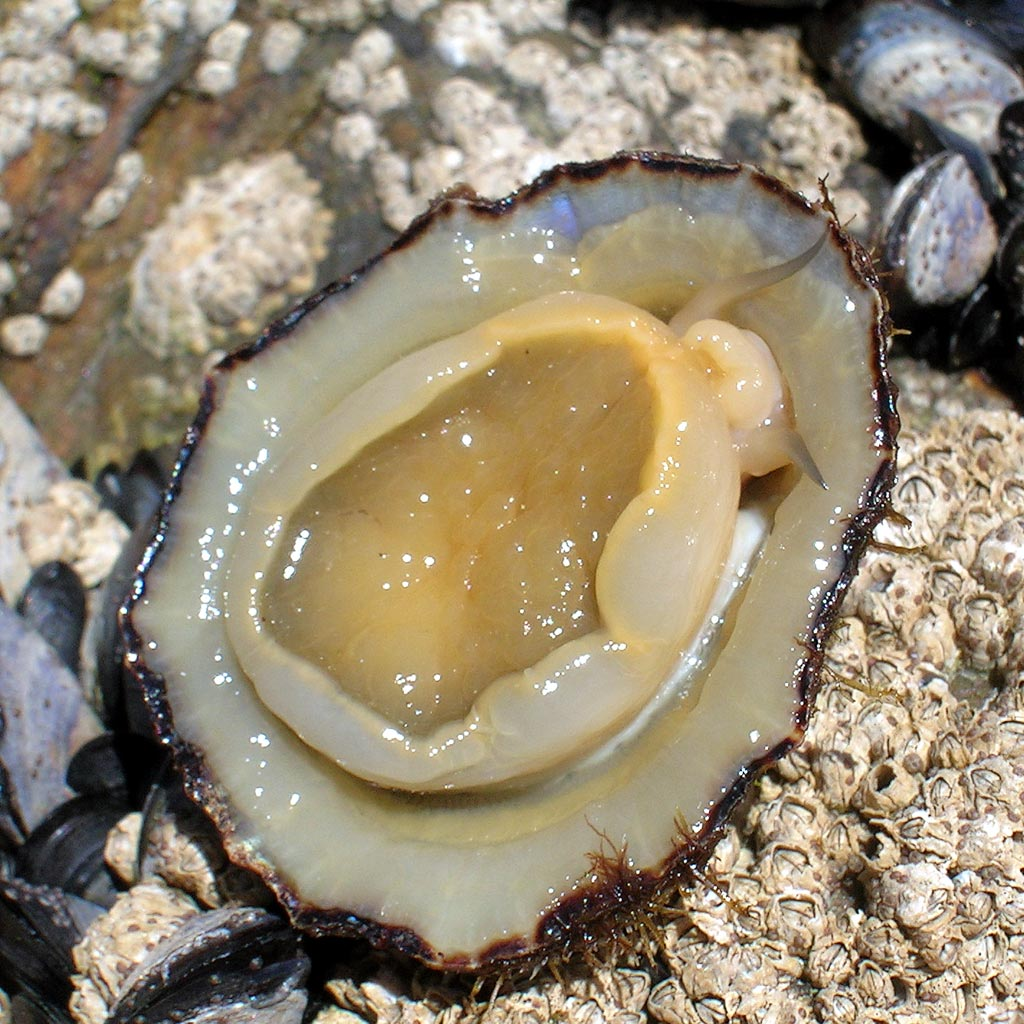
Patella vulgata.